# MÁV XII
Die MÁV XII war eine Tenderlokomotivreihe der Ungarischen Staatsbahn MÁV für den Lokalbahnverkehr. Sie erreichte eine große Verbreitung in der ungarischen Reichshälfte und war dort so gut wie auf alle Nebenstrecken eingesetzt.
Weitgehend baugleiche Lokomotiven wurden auch von der privaten Kaschau-Oderberger Bahn KsOd als Reihe XII (ČSD 310.5) beschafft.

## Geschichte
Von 1885 bis 1927 wurden diese Lokomotiven in nahezu allen Lokomotivfabriken Österreich-Ungarns gefertigt. Eine Eigenheit dabei war, dass die Lokomotiven trotz Herstellung in Österreich bis auf eine einzige Ausnahme nie in der österreichischen Reichshälfte eingesetzt wurden.
Die äußerlichen Merkmale der gedrungen wirkenden Lokomotiven waren: Außenrahmen, Hallsche Kurbeln in den Antrieben mit Stephenson-Außensteuerung sowie eine lange, bis vor die Pufferbohle ragende Rauchkammer ungarischer Bauart, welche aber erst im Zuge von späteren Umbauten installiert wurde.

### MÁV XII und 377
Die bis 1891 gelieferten Maschinen erhielten im ersten Bezeichnungsschema der MÁV die Nummern 574–599, 751–790, 890–893, 1041–1074 sowie 1124–1128.
Diese und die ab 1891 dazugekommenen Fahrzeuge bekamen im zweiten Schema die Bezeichnung XII 5181–5670.
Die verbliebenen Lokomotiven wurden im dritten Schema ab 1911 als 377,001–487 eingereiht.

### Die Reihe XII bei der KsOd
Die KsOd beschaffte von 1892 bis 1908 für die in ihrem Betrieb stehenden Lokalbahnen 13 Stück dieser Bauart.
Sie erhielten die Bezeichnung XII 521–533.
Als 1924 die KsOd verstaatlicht wurde, kamen alle Exemplare als 310.501–513 zur ČSD.
Sie wurden bis 1950 ausgemustert.

### Die Reihe 377 in der Tschechoslowakei

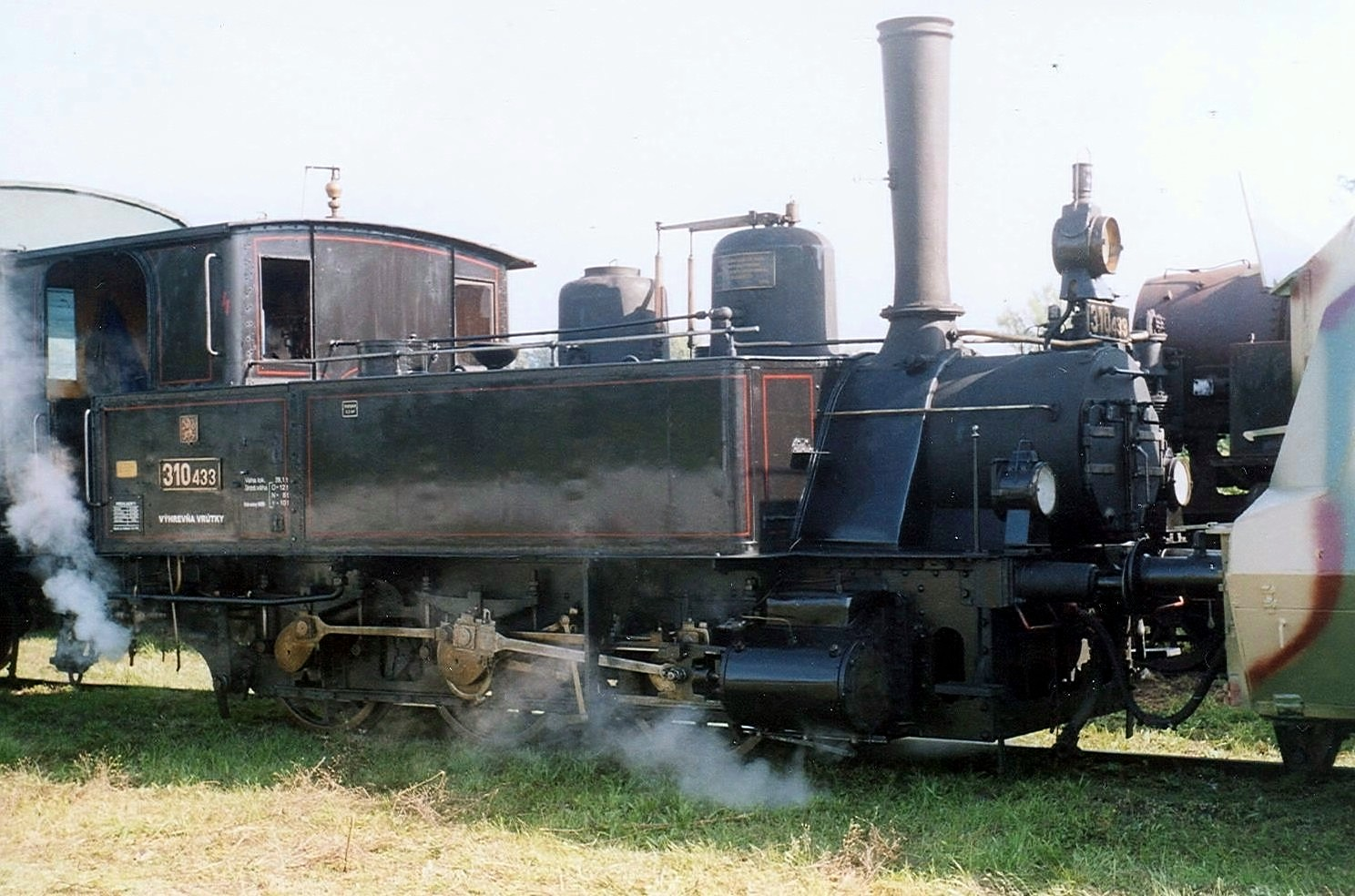
CSD 310.433 in Bratislava

53 Lokomotiven der MÁV-Reihe 377 verblieben nach 1918 in der neu gegründeten Tschechoslowakei.
Die Tschechoslowakischen Staatsbahnen ČSD gaben den Lokomotiven ab 1924 die neue Reihenbezeichnung 310.4.
Bis 1957 hielten sich die Lokomotiven bei den ČSD in den verschiedensten Diensten.
Einige Lokomotiven wurden danach an Werkbahnen verkauft, wo sie noch bis in die 1970er Jahre in Dienst standen.
Erhalten blieb 310.433 als betriebsfähige Museumslokomotive, welche als Werklokomotive in der Zuckerfabrik Pohronský Ruskov eingesetzt war.
1981 wurde sie wieder in betriebsfähigen Zustand versetzt. Dabei sind auch einige typische Details in den Ursprungszustand gebracht worden (Hebelsicherheitsventile, Lubricator, Führerhaus u. a.). 310.442 und 443 blieben als Denkmallokomotiven in Bratislava bzw. Čierna nad Tisou erhalten.

### Die Reihe 377 in Österreich

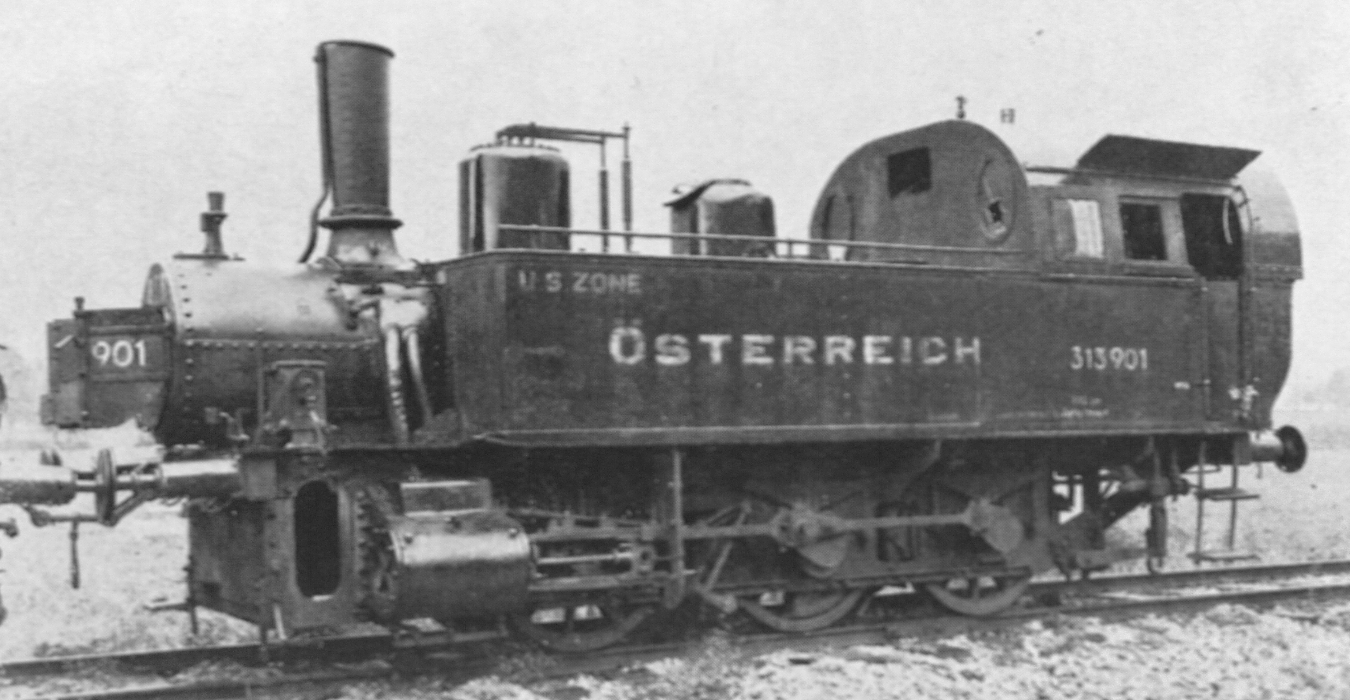
1945 in Österreich aufgefundene gepanzerte Version

Für den Betrieb auf der Salzburger Lokalbahn nach Lamprechtshausen beschaffte die Salzburger Eisenbahn- und Tramway-Gesellschaft im Jahr 1901 ein Exemplar der Baureihe bei Weitzer in Arad und stellte sie als Nr. 10 „Weitwörth“ in Dienst. Sie war lange Zeit die einzige Maschine ihrer Gattung in der cisleithanischen Reichshälfte und kam 1947 als Werkslok zu den Stickstoffwerken Linz.
Die 377.425 verblieb nach dem Ersten Weltkrieg in Österreich und bildete die Reihe 377 bei der BBÖ. Das Einzelstück wurde im Jahr 1937 ausgemustert.
Mehrere Exemplare wurden nach Kriegsende 1945 im Land aufgefunden, von diesen wurde jedoch keine Maschine von den neu entstandenen Österreichischen Bundesbahnen in ihr Schema übernommen. Nachweislich dienten drei Lokomotiven als Werksloks bei Waagner-Biro (377.041) und der Österreichischen Alpine-Montangesellschaft (377.116 und 901). Wie Bilddokumente beweisen, wies die 1953 ebenfalls an die ÖAMG verkaufte 377.901 sogar eine Panzerung auf.
Die beiden derzeit in Österreich vorhandenen Exemplare dieser Baureihe wurden als Museumslokomotiven aus Ungarn beschafft und stehen nicht unmittelbar mit ihrem geschichtlichen Einsatz in Zusammenhang.

### Die Reihe 377 bei den JZ
Die Jugoslawischen Staatsbahnen übernahmen nach dem Zweiten Weltkrieg insgesamt 77 Exemplare dieser Baureihe und setzten sie als Reihe 152 vor allem auf Neben- und Anschlussbahnen ein. JZ 152-006 ist im Eisenbahnmuseum Ljubljana erhalten geblieben.
Ein JZ-Exemplar ist im 1955 gedrehten deutschen Film Ich denke oft an Piroschka als ungarische Lokalbahnlok zu sehen.

## Erhaltene Exemplare

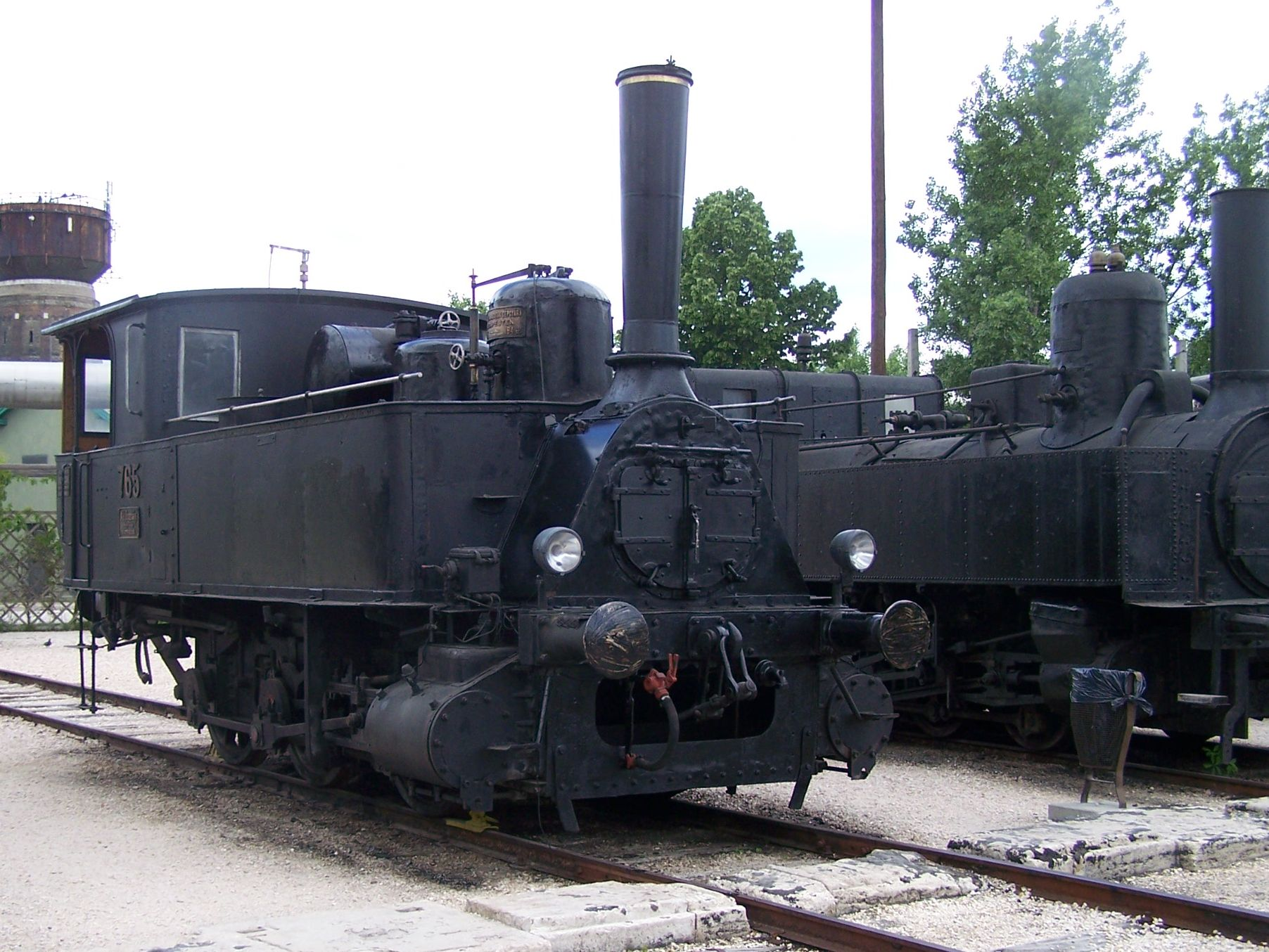
377.041 im Bahnpark Budapest

Der Stückzahlenstärke der Baureihe entsprechend sind zahlreiche Exemplare der Baureihe 377 erhalten, die meisten in Ungarn, aber auch in Österreich, der Slowakei, in Serbien, Slowenien und Kroatien. Betriebsfähige Exemplare gibt es in Ungarn und in der Slowakei.
In Österreich, wo die Baureihe 377 nie in größerem Stil eingesetzt wurde (wahrscheinlich nur auf den ehemals ungarischen Strecken im heutigen Burgenland) sind die Denkmallok 377.942 der GySEV in Wulkaprodersdorf und die 377.262 bei den Nostalgiebahnen in Kärnten im Historama Ferlach erhalten.
Als besonders wertvoll kann die 377.041 angesehen werden, da sie eine erhaltene Lokomotive mit kurzer Rauchkammer ist. Sie stammt aus dem Jahr 1886 und trug damals die Nummer 765. Später erhielt sie die Nummer 5221, dann die 377.041. Die Lokomotive war von 1947 bis 1955 als Werkslokomotive bei Waagner-Biro in Österreich, danach diente sie in einer Zuckerfabrik in Ács (Ungarn) im Komitat Komárom-Esztergom. 1988 wurde sie rekonstruiert und erhielt dabei ihre alte Nummer wieder. Heute steht sie im Bahnpark Budapest.